# Front du 9 septembre
Le Front du 9 septembre (turc : 9 Eylül Cephesi) est une organisation paramilitaire clandestine de Chypriotes turcs pro-taksim formée pour contrer l'Organisation des Combattants Chypriotes grecs EOKA et Enosis.

## Histoire
L'organisation se forme en 1955 pour contrer les activités de l'EOKA par des volontaires pour la plupart non formés,. L'organisation échoue à se développer à l'échelle nationale et à être efficace dans toute l'île de Chypre. En 1958, les dirigeants de l'organisation décident qu'ils ne sont pas suffisants pour atteindre leurs objectifs séparément des autres organisations chypriotes turques, et se dissolvent pour fusionner avec l'Organisation de Résistance Turque,,.